# Сташовски окръг
Сташовски окръг (на полски: Powiat staszowski) е окръг в Югоизточна Полша, Швентокшиско войводство. Заема площ от 924,80 km2. Административен център е град Сташов.

## География
Окръгът се намира в историческия регион Малополша. Разположен е в югоизточната част на войводството.

## Население
Населението на окръга възлиза на 74 126 души (2012 г.). Гъстотата е 80 души/km2.

## Административно деление
Административно окръгът е разделен на 8 общини.
Градско-селски общини:
- Община Ошек
- Община Поланец
- Община Сташов

Селски общини:
- Община Богоря
- Община Лубнице
- Община Олешница
- Община Ритвяни
- Община Шидлов

## Фотогалерия
- Ошек
- Поланец
- Сташов